# USS Hornet (1865)
De USS Hornet (1865) was het vijfde raderstoom- en zeilschip van de United States Navy die de naam "Hornet" kreeg. Ze was oorspronkelijk een Confederale blokkadeschip, de "CSS Lady Stirling", gebouwd door James Ash in Blackwall, Engeland in 1864. Iets later werd ze doorverkocht aan de Zuidelijk Staten van Amerika. Ze was een rader-stoomboot, aangedreven door twee zijraderwielen, en een kanonneerboot tijdens de Amerikaanse Burgeroorlog. Ze kon ook nog gezeild worden. 

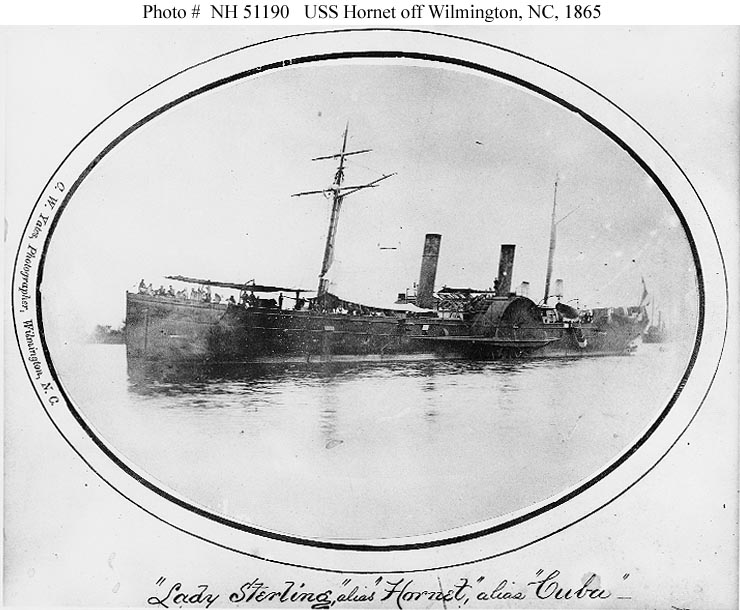
USS Hornet (1865)

## Geschiedenis
De "CSS Lady Stirling" werd tijdens een slag met de Noordelijke Unievloot, tijdens de Amerikaanse Burgeroorlog, ernstig beschadigd en daarna gekaapt op 28 oktober 1864, nabij Wilmington, North Carolina. Vervolgens werd ze afgekeurd door een premietribunaal en werd ze aangesloten door de U. S. Navy, die haar herstelden van de oorlogsschade en haar indeelden als "USS Lady Sterling" en later herdoopt tot "USS Hornet" op 25 april 1865.
Nu ingedeeld bij de Noordelijke Navyvloot werd ze grotendeels ingezet bij het Chesapeake Bay Squadron en langs de Potomacrivier. In oktober 1865 begeleidde de "USS Hornet" de Confederale ironclad "CSS Stonewall" van Cuba naar de Verenigde Staten. Dan deed ze dienst aan de Oostkust van de Verenigde Staten als koerierdienst. De "USS Hornet" werd daarna uit actieve dienst genomen op 15 december 1865 en verkocht aan een particulier voor privébezit in 1869. Na de Amerikaanse Burgeroorlog werd de "Hornet" 
in dienst genomen voor het voeren van verscheidene obstructietochten naar Haïti en Cuba onder de namen "Hornet" en "Cuba". Ze kwam daarna  in Spaanse dienst in 1872 en herdoopt tot "Marco Aurelia". In 1894 werd ze gesloopt.

## USS Hornet (1865)
- Type: Raderstoomboot-kanonneerboot (Eerst als "CSS Lady Stirling", dan als "USS Hornet")
- Gebouwd: Door James Ash in Blackwall, Engeland
- Te water gelaten: 1864
- Waterverplaatsing: 835 ton
- Lengte: 242 voet - 73,76 m
- Breedte: 26,60 voet - 8,10 m
- Diepgang: 13,30 voet - 4,06 m
- Aandrijving: Met SB/BB Raderwerk en mogelijk ook gezeild
- Energie: kolen, brandhout en windaandrijving
- Bewapening: 8 kanonnen
- Herdoopt: Tot "USS Hornet" op 25 april 1865
- Uit dienst: 15 december 1865
- Verkocht: 1869 (aan koper voor privédoeleinden)
- In Spaanse dienst: 1872 (als "Marco Aurelia")
- Gesloopt: 1894